# Metal Gear 2: Solid Snake
Metal Gear 2: Solid Snake (メタルギア２ ソリッドスネーク Metaru Gia Tsū Soriddo Sunēku?, abreviado habitualmente como MG2) es un videojuego de infiltración escrito y dirigido por Hideo Kojima. Fue desarrollado y publicado por Konami. El segundo juego de la saga Metal Gear y el tercer juego creado por Kojima, el cual fue inicialmente lanzado en Japón para MSX2 el 20 de julio de 1990. El juego fue portado a teléfonos móviles en el 2004 exclusivamente para Japón (después de 14 años desde el lanzamiento original). El juego fue lanzado en Norteamérica como componente de la entrega Metal Gear Solid 3: Subsistence junto al original Metal Gear para PlayStation 2 en marzo de 2006 . Finalmente, en la versión europea de Metal Gear Solid 3: Subsistence también fue incluido, al igual que el Metal Gear original.
En el juego, ambientado 4 años después del primer título, en 1999, Solid Snake debe infiltrarse en Zanzibar Land, un territorio muy bien defendido entre la URSS, Afganistán, Pakistán y China para destruir el nuevo prototipo de Metal Gear y rescatar a un científico descubridor de un tipo de alga que es capaz de sintetizar el petróleo en estado puro en una época de crisis energética mundial, teniendo en este lugar su enfrentamiento definitivo contra quien fuera su comandante, Big Boss.

## Historia
1999, tras la Guerra Fría, el mundo se enfrentaba a una crisis energética. Era evidente que el suministro de petróleo iba a agotarse antes de lo esperado. Y el desarrollo de una fuente alternativa de energía queda aún muy lejos. El precio del crudo se ha disparado y la economía mundial está en graves problemas. El siglo XXI iba a ser un siglo caótico.
El invento de un hombre cambió toda la situación. Un genio y biólogo checo, el Dr. Kio Marv, inventó el ‘OILIX’, un microorganismo que refina el petróleo produciendo una forma de petróleo altamente purificada. El mundo se llenó de esperanzas gracias al descubrimiento de este Mesías para resolver la crisis energética, pero al mismo tiempo el mundo entró en una fase de tensión con respecto a esta nueva alga. Justo cuando toda la atención mundial se centraba en el OILIX y el Dr. Marv, éste fue secuestrado y desapareció. Las naciones iniciaron inmediatamente las investigaciones, y no tardó en aparecer un nombre… “Zanzíbar Land”.
Zanzíbar Land era un régimen militar democrático que apareció de repente en Asia Central en 1997. Cuando tuvo lugar el alzamiento, el ejército CIS, formado en torno a Rusia, envió inmediatamente una unidad supresora. Zanzíbar Land resistió al reunir una banda de mercenarios de naciones de todo el mundo y fortificar la mayor parte de su territorio. Como consecuencia, el ejército CIS fue derrotado repetidamente, y Zanzíbar Land declaró su independencia. Debido al activo papel que desempeñaron los mercenarios, esta guerra se llamó La Guerra Mercenaria, y Zanzíbar Land fue considerada una nación-fortaleza armada. Una nación militar con un grupo de fuertes mercenarios, rodeada de una resistente fortaleza…
Según las últimas informaciones, se supone que Zanzíbar Land contaba con armamento nuclear. Todo el escenario estaba muy claro. Al obtener OILIX, además de armas nucleares, Zanzíbar Land intentaba establecer su superioridad económica y militar sobre el mundo entero. Preocupados por la situación, los Estados Unidos ordenaron a Roy Campbell, comandante en jefe de la unidad de fuerzas especiales High-Tech FOX HOUND, que rescatase al Dr. Marv. Campbell era un antiguo miembro de FOX HOUND. Volvió a llamar a Solid Snake, el hombre que había destruido él solo la nación fortaleza armada de Outer Heaven hacía cuatro años, y le pidió que rescatara al Dr. Marv y trajese de vuelta el OILIX. Tras lograr infiltrarse en Zanzíbar Land, y con la ayuda de la periodista y más tarde revelada como agente encubierta de la CIA, Holly White entre otros, Snake pudo penetrar en la fortaleza y volverse a reunir con el Dr. Pettrovich, el ingeniero jefe de Metal Gear en Outer Heaven. Pettrovich también había sido secuestrado en Zanzíbar Land y le habían obligado a desarrollar otro Metal Gear. Este le contó a un sorprendido Snake algo todavía más asombroso. Big Boss, el hombre a quién Snake había derrotado en Outer Heaven, resultó ser el comandante general de Zanzíbar Land. Snake rescató al Dr. Pettrovich con la ayuda de Natasha, guardiana del Dr. Marv y antigua agente de la Policía Secreta Internacional, y luego se dirigió a la instalación de confinamiento que estaba en el interior de la fortaleza para salvar al Dr. Marv.
Cuando Natasha y Pettrovich cruzaban el estrecho puente colgante sobre un profundo valle, un misil hizo saltar por los aires el puente. Natasha salió despedida por los aires debido a la explosión. Incapaz de hacer nada por salvarla, Snake empezó a oír una voz muy conocida. “Ey, Snake. Somos buenos amigos. Te dejaré marchar, ¡pero lárgate de aquí de una vez!…” Snake vio a Gray FOX controlando a Metal Gear. El mejor soldado de FOX HOUND, quien tras la caída de Outer Heaven, desapareció como si hubiese seguido a Big Boss. Tras perder a Natasha ante sus propios ojos y dejar que se llevasen a Pettrovich, Snake gritó: “¡FOX, no pienso darme por vencido!”
Tras una serie de mortíferos combates con mercenarios, Snake consiguió llegar al lugar en donde está confinado el Dr. Marv. Pero llegó demasiado tarde. Vio el cadáver del Dr. Marv y a Pettrovich, quien no podía hacer nada excepto quedarse ahí petrificado. Pettrovich le dijo a Snake que el Dr. Marv no pudo resistir las repetidas torturas debido a problemas del corazón. Entonces, Snake recibió una llamada de emergencia de Holly. La información que ella le suministró era muy preocupante. Pettrovich había estado utilizando voluntariamente Zanzíbar Land para desarrollar a Metal Gear. El secuestro del Dr. Marv se había llevado a cabo bajo las órdenes del mismo Pettrovich. Una vez descubierta la verdad, Pettrovich atacó a Snake, pero éste logró acabar fácilmente con él y consiguió el plan estructural del OILIX.
Mientras trataba de escapar, Snake tuvo que enfrentarse otra vez a Metal Gear, controlado por Gray FOX. La tremenda batalla tuvo lugar en la base subterránea. Finalmente Snake logró destruir a Metal Gear. Pero Gray FOX no se rindió y desafió a Snake a librar un combate definitivo. En medio de un campo de minas, Snake y FOX lucharon sin ningún arma. Un duelo a puñetazos en el que no había ni odio ni intención de asesinato. Durante ese extraño momento de pureza, ambos estaban unidos por fuerzas que trascendían las palabras y la emoción. Snake ganó la dura pero honesta batalla contra Gray FOX. Pero todavía había alguien contra quien Snake debía luchar… Big Boss. Al igual que hacía cuatro años en Outer Heaven, Big Boss estaba esperando a Snake.
“Aquel que ha experimentado la tensión del combate nunca puede abandonar el campo de batalla. Yo soy el que te da una razón para vivir, y esta es la guerra.” Snake se sintió furioso ante el arrogante Big Boss. “Solo hay una guerra que tenga que librar. Librarme de ti para destruir la pesadilla… ¡Big Boss, te mataré!”
Con el plan estructural de OILIX, Snake y Holly escaparon de Zanzíbar en un helicóptero de rescate. Una vez más Snake había salvado al mundo. Pero ninguna sonrisa bañaba su rostro. Las últimas palabras de Big Boss seguían resonando en su cabeza. “Gane quien gane, nuestra batalla no acaba. El perdedor está liberado del campo de batalla, pero el vencedor debe continuar ahí. Y el que sobreviva debe seguir su vida como un guerrero hasta que muera.”
Luego, Snake se retiró a las blancas tierras de Alaska… solo…

## Personajes

### Solid Snake
Legendario miembro de FOX-HOUND, famoso en el mundo militar, por haber destruido solo la fortaleza armada de Outer Heaven, destruir al Metal Gear TX-55, y derrotar al mejor soldado del siglo XX, el excomandante de FOX-HOUND, Big Boss.

### Roy Campbell
Ex Boina Verde, cofundador de FOX HOUND junto con Big Boss. Campbell pasó a ser el nuevo comandante de FOX HOUND después de incidente de Outer Heaven, sustituyendo así a Big Boss, uno de los mejores soldados , y ayudante de Big Boss

### Kio Marv
Científico checo, especialista en biotecnología. Descubrió el OILIX, un alga capaz de refinar petróleo. Fue secuestrado por Zanzibar Land, quienes pretendían tener el monopolio del OILIX.

### Drago Petrovich Madnar
Inventor del primer modelo Metal Gear, el TX-55, que desarrolló mientras estaba secuestrado en Outer Heaven. Solid Snake logró rescatarle, pero una vez más le obligan a crear un nuevo Metal Gear en Zanzibar Land.

### Holly White
Una periodista americana y agente secreta de la CIA. Tiene mucha información sobre Zanzíbar Land y ayuda a Snake por radio en su misión. Este personaje nunca se volvió a ver en entregas posteriores.

### Natasha Markova/Gustava Heffner
Agente de la policía secreta checa. Anteriormente fue patinadora sobre hielo olímpica. Fue secuestrada junto con el Dr. Marv en Zanzíbar Land. Años antes ella y Gray Fox (Frank Jaeger) mantuvieron una secreta relación, que acabó cuando ella se le denegó ciudadanía y ante la imposibilidad de salir se le asignó como guardaespaldas del Dr. Marv. Muere debido al ataque del Metal Gear tripulado por Gray Fox, aunque esta no era la intención de Fox.

### George Kessler/George Kasler
Experto en inteligencia militar que ayuda a Solid Snake en Zanzibar Land.

### Yozef Norden/Johan Jacobsen
Zoólogo y antiguo amigo del Dr. Pettrovich. Colabora con FOX HOUND para rescatar a su amigo y ofrece conocimientos sobre la fauna a Snake en la misión.

### McDonnell "Master" Miller
Instructor de supervivencia de FOX HOUND. Sirvió como instructor del SAS, de los Boinas Verdes y de los Marines. Forma parte del grupo de apoyo de FOX HOUND a Snake en Zanzibar Land. Antiguamente fue camarada de armas de Big Boss.

### Gray Fox
Antiguo compañero de Snake en FOX HOUND. Snake le rescató en Outer Heaven y después ya no se supo más de él. Posteriormente se supo que el nunca fue capturado sino que fue desde el principio formó parte de los planes de Big Boss, al que se le uniría nuevamente después de la destrucción de Outer Heaven en la guerra de los mercenarios que finalizó con la independencia de Zanzíbar Land. Al intentar detener a Snake mata accidentalmente a su antigua amante Natasha Markova(o Gustava Heffner su nueva identidad) con el Metal Gear. Posteriormente lucha contra Snake el cual destruye el Metal Gear para posteriormente luchar en una campo minado cuerpo a cuerpo, para finalmente ser vencido. Reaparece en Metal Gear Solid.

### Big Boss
Antiguo jefe de FOXHOUND. Solid Snake descubrió que era él quien estaba detrás del incidente de Outer Heaven. Aparentemente murió en la explosión de Outer Heaven, pero no se recuperó su cadáver, puesto a que el Big Boss que murió en Outer Heaven era el doble del Big Boss de Zanzíbar Land, es decir, Venom Snake.

## Enlaces de interés
- Dguinstation.wordpress.com

- Datos: Q1995422